# Astropecten duplicatus
Astropecten duplicatus är en sjöstjärneart som beskrevs av Gray 1840. Astropecten duplicatus ingår i släktet Astropecten och familjen kamsjöstjärnor. Inga underarter finns listade i Catalogue of Life.

## Bildgalleri

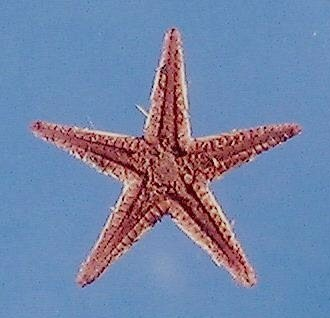